# Aurora Miranda

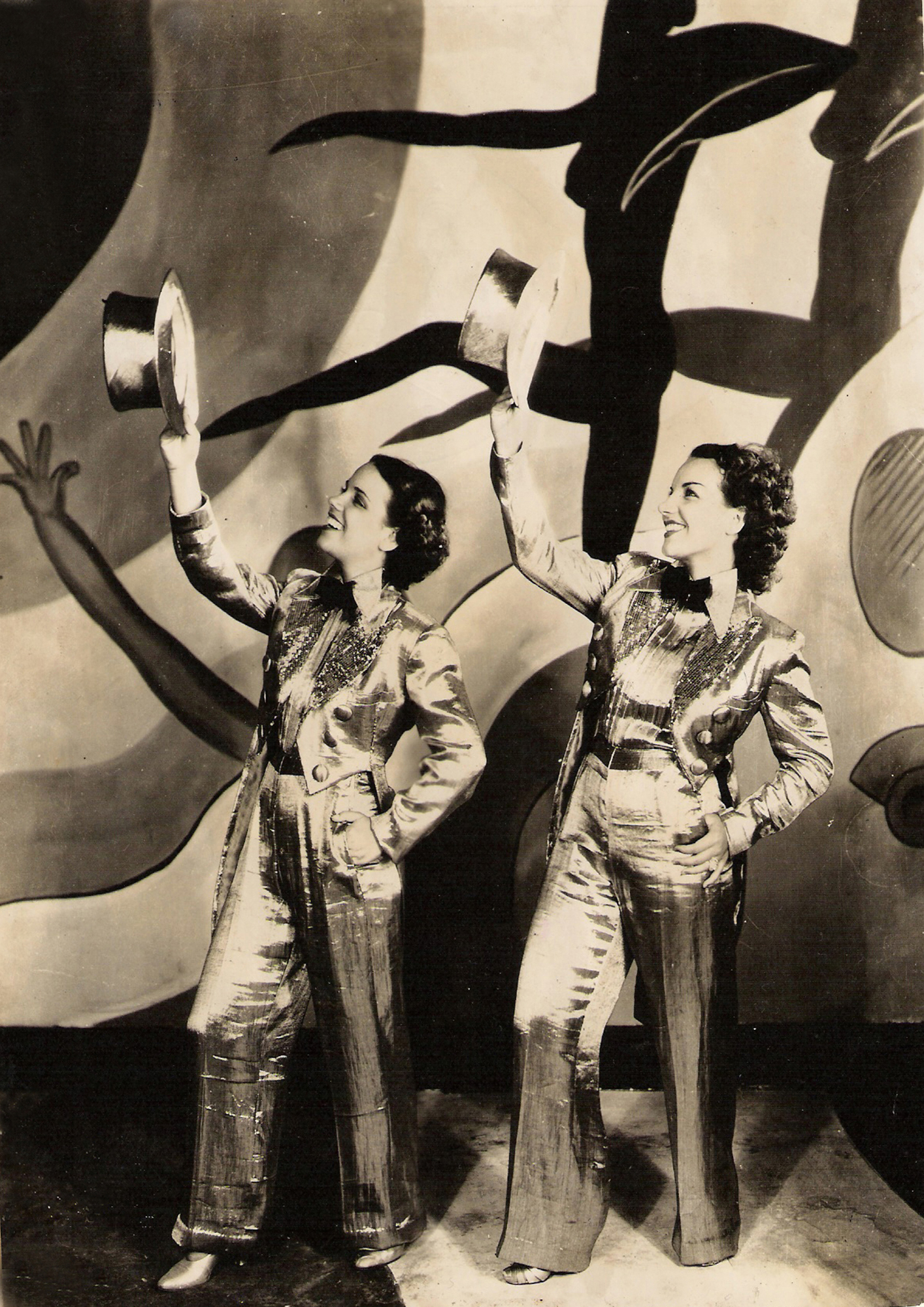
Carmen und Aurora Miranda (1936)

Aurora Miranda da Cunha Richaid (anhörenⓘ; * 20. April 1915 in Rio de Janeiro; † 22. Dezember 2005 ebenda) war eine brasilianische Sängerin und Schauspielerin.

## Leben und Karriere
Aurora Miranda wurde als jüngere Schwester der legendären Sängerin und Schauspielerin Carmen Miranda in Rio de Janeiro geboren. Auroras Showkarriere wurde von der ihrer Schwester etwas überschattet, doch war sie insbesondere in Südamerika selbst ein eigenständiger Star.
Aurora Miranda begann ihre Gesangslaufbahn mit 18 Jahren bei der Radiostation Mayrink Veiga von Josué de Barros, wo auch ihre Schwester rund zehn Jahre zuvor ihre Karriere begonnen hatte. Ab 1933 machte sie Aufnahmen bei dem brasilianischen Plattenlabel Odeon. Gleich ihre ersten Aufnahmen verkauften sich so gut, dass sie dort einen Vertrag erhielt. Mit 81 aufgenommenen Alben war sie hinter ihrer Schwester die wohl erfolgreichste brasilianische Sängerin der 1930er-Jahre. Zu ihren erfolgreichsten Songs zählen Cidade Maravilhosa, Se a Lua Contasse, Sem Você, Trenzinho do Amor und Deixa a Baiana Sambar. 1934 machte sie die erste Aufnahme des Liedes Cidade Maravilhosa, das bis heute als inoffizielle Stadthymne von Rio gilt. Ihre Schwester Carmen war bei dem rivalisierenden Plattenlabel Victor, dennoch blieb die Beziehung zwischen den Schwestern gut und sie standen gemeinsam für den 1936 erschienenen Film Hello, Hello, Carnival! vor der Kamera.
In den 1940er-Jahren versuchte Aurora Miranda, sich wie ihre Schwester auch in den USA als Sängerin zu etablieren. Nach häufigeren Auftritten in Nachtclubs und Shows trat sie 1944 in mehreren Hollywood-Filmen auf. In Robert Siodmaks Film noir Zeuge gesucht spielte sie eine temperamentvolle Nachtclubsängerin und trug den Song Chica-Chica-Boom-Boom vor. Ihr wahrscheinlich bekanntester Filmauftritt erfolgte aber in dem Disney-Klassiker Drei Caballeros, in dem sie mit Donald Duck am Strand vor Bahia tanzt und das Lied Os Quindins de Yayá singt. Aurora Miranda wurde so der erste Mensch, der zusammen mit Disney-Figuren in einem Film vor der Kamera agierte.
Von 1940 bis zu dessen Tod 1990 war Aurora Miranda mit Gabriel Richaid verheiratet. Das Ehepaar hatte eine Tochter und einen Sohn. 1951 kehrte das Ehepaar nach Brasilien zurück und ließ sich Ende der 1950er-Jahre in Leblon nieder. Aurora Miranda zog sich in den 1950er-Jahren zunehmend aus dem Showgeschäft zurück und kümmerte sich stattdessen um ihre Familie. In späteren Jahren gab sie Interviews und übernahm 1989 ihre letzte Filmrolle in Dias Melhores Virão. Sie starb im Dezember 2005 im Alter von 90 Jahren in ihrer Heimatstadt Rio.

## Filmografie
- 1935: Alô, Alô, Brasil
- 1935: Estudantes
- 1936: Alô Alô Carnaval
- 1939: Banana-da-Terra
- 1944: Zeuge gesucht (Phantom Lady)
- 1944: Der Ring der Verschworenen (The Conspirators)
- 1944: Brasilianische Serenade (Brazil)
- 1944: Drei Caballeros (The Three Caballeros)
- 1945: Tell It to a Star
- 1981: Once Upon a Mouse (Dokumentarfilm, Interview)
- 1989: Dias Melhores Virão
- 1995: Carmen Miranda: Bananas Is My Business (Dokumentarfilm, Interview)